# 해기스

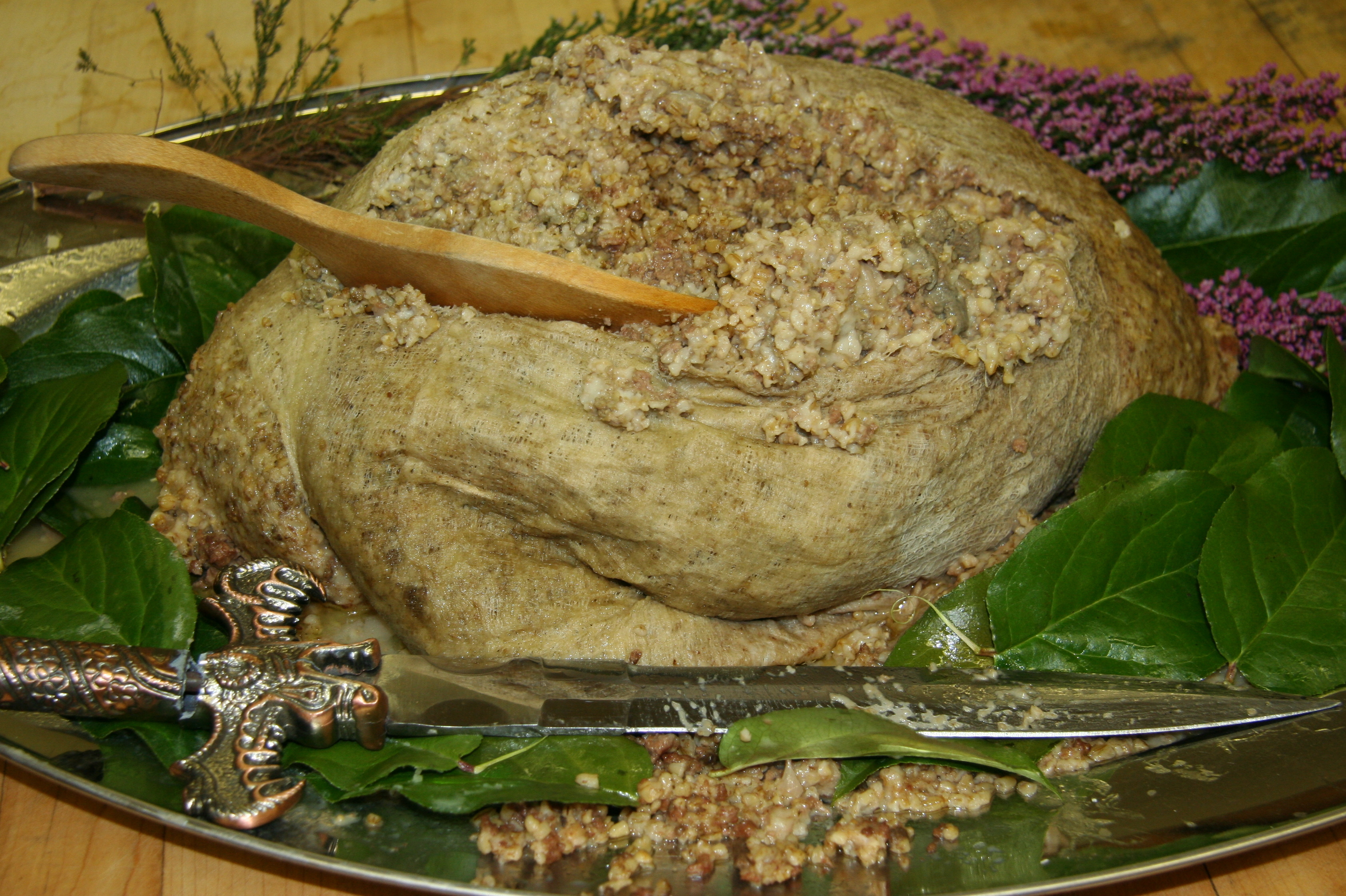
해기스

해기스(haggis)는 양 또는 송아지의 내장이 포함된 푸딩의 일종으로, 양 또는 송아지의 내장을 다진 양파, 오트밀, 쇠기름, 향신료, 소금 등과 섞은 뒤 그 위장에 넣어서 삶은 요리이다.

## 개요
14세기에 처음 만들어졌으며, 당시에는 hagws 또는 hagese라는 이름으로 불렸다. 유래는 사냥 이후 쉽게 상하는 동물의 내장을 가급적 빨리 조리한 뒤 먹기 위해 개발되었다는 설이 유력하다.
외피는 전통적으로 위장을 사용하였으나 오늘날에는 소시지와 마찬가지로 인조 케이싱을 사용하는 경우가 많아졌다. 내용물 역시 내장보다 고기를 사용하는 경우도 늘었다.
해기스는 스코틀랜드의 향토음식으로 인정받고 있으며, 18세기에는 로버트 번스에 의해 <어드레스 투 어 해기스(Address to a Haggis)>라는 시가 만들어지기도 했다. 또한 스코틀랜드에서는 번스의 생일인 1월 25일에 삶아 으깬 순무와 감자를 채워 완성한 해기스에 스카치 위스키를 곁들여 먹는 전통이 있다.
하기스는 당근과 순무를 갈아내 삶은 음식과 매시드 포테이토를 곁들여 먹는데, 이것을 "Haggis, neeps and tatties"라고 부른다. 전통적으로 궁합에 맞는 술로 스카치 위스키가 있으며 그 중에서도 몰트 위스키를 꼽고 있다.

## 만드는 방법
1. 양 또는 소의 심장과 간, 폐, 위장을 씻고 다듬은 것을 한 시간 동안 삶아낸다.
2. 귀리와 보리를 각각 75g씩 준비한 것을 오븐에 구워낸다.
3. 구워낸 귀리와 보리를 칼로 다져놓되 너무 곱게 갈지 않도록 한다.
4. 양 또는 소의 비곗살을 다져놓은 것을 귀리, 보리와 섞는다.
5. 다진 양파, 메이스 반 스푼, 육두구 한 스푼, 후추 두 스푼을 섞어 양념을 만든다.
6. 내장이 모두 익었으면, 위장을 제외한 나머지 위장을 곱게 갈아서 4,5번의 것과 함께 섞는다.
7. 6번의 것을 잘 뭉쳐놓아서 위장에 채워넣고 구멍을 꿰매어 놓는다.
8. 끓는 물에 4시간가량 삶는다. 이 때 내장을 삶을 때 사용했던 물을 이용하는 것이 좋다.
9. 끓는 중에 오렌지 페이스트와 위스키 약간을 더하여 넣은 후 완성한다.

## 같이 보기
- 소시지
- 순대